# 白姑鱼
白姑鱼（学名：Argyrosomus argentatus）为石首鱼科白姑鱼属的鱼类，亦称白米子、白姑子、白梅、沙卫口、鳂仔鱼。

## 特征
体延长侧扁，长达30厘米，背侧灰褐色，腹部银白色；鳃盖上部有一大黑斑；头中等大，吻圆钝；眼睛位于头侧上方；口大前位，斜形；上颌外行牙齿与下颌内行牙齿较大。背鰭硬棘11枚；背鰭軟條25-28枚；臀鰭硬棘2枚；臀鰭軟條7-8枚，體長可達40公分。

## 分布
分布于印度、朝鲜、日本以及中国沿海等，属于近海中下层鱼类。该物种的模式产地在长崎。

## 生態
本魚棲息在水深40-100公尺泥沙底质的海区。屬肉食性，以小魚及無脊椎動物等為食。

## 經濟利用
為重要的食用魚。

## 扩展阅读
維基物種上的相關：白姑鱼